# 網路犯罪公約

網路犯罪公約（Cyber-crime Convention）是於2001年11月由歐洲理事會的26個歐盟成員國以及美國、加拿大、日本和南非等30個國家的政府官員在布達佩斯所共同簽署的國際公約，自此《網路犯罪公約》成為全世界第一部針對網路犯罪行為所制訂的國際公約。而《網路犯罪公約》制定的目標之一是期望使國際間對於網路犯罪的立法有一致共同的參考標的，也希望國際間在進行網路犯罪偵查時有一個國際公約予以支持，而得以有效進行國際合作。
網路犯罪公約除序言外，本文分為四章，共計48個條文。序言是說明《網路犯罪公約》的功能、目標；然後第一章為術語的使用，即是對網路犯罪涉及的術語進行名詞定義其中包括有電腦系統（computer system）、電腦資料（computer data）、服務提供者(service provider)與電信資料（traffic data）等都有一明確之定義；而第二章為國家層面上的措施，包括有刑事實體法、刑事程序法和管轄權三個部分，其目為要求各簽約國於各國國內應採取的措施，且在程序法部分規定了有關電子證據調查的特殊程序法制度，而值得注意的是在規範非法擷取（Illegal access）的行為方面，《網路犯罪公約》要求各國應立法明定非法擷取為犯罪行為並應予處罰；第三章為國際合作，包括一般原則和特殊規定兩個部分，在一般原則中包含規範引渡及相互合作等相關問題，而特殊規定則係有關電腦證據取得的問題，簽約國應建立一周七天且一天二十四小時皆能聯絡合作機制的網路，各國也要對於相關人員加強訓練，並配予必要的裝備以配合各國合作事項的進行；第四章為最後條款，主要規定《網路犯罪公約》的簽署、生效、加入、區域應用、公約的效力、聲明、聯邦條款、保留、保留的法律地位和撤回、修訂、爭端處理、締約方大會、公約的退出和通告等事項。    
網路犯罪公約在第二章自第二條至第十條中制定了簽署國需要對九類網路犯罪行為以刑法處罰 ，分述於下：
1. 非法存取（Illegal access）：指任何故意威脅或攻擊電腦系統及電腦資料的行為，如電腦駭客等行為，這些行為不僅帶給電腦系統及合法使用者極大困擾，更是影響電腦系統的正常運作，且若電腦系統因此故障，更需耗費人力、物力等資源去修復，故此類行為應予懲罰。(原文請參照《網路犯罪公約》第二條) 。
2. 非法截取（Illegal interception）：此類行為包括非法截取電腦傳送的「非公開性質」電腦資料，此項規定是用以保障電腦資料的機密性。根據歐洲理事會說明，如果電腦資料在傳送時，沒有意圖將資訊公開時，即使電腦資料是利用公眾網路進行傳送，也屬於「非公開性質」的資料。(原文請參照《網路犯罪公約》第三條) 。
3. 資料干擾（Data interference）：包含任何故意毀損、刪除、破壞、修改或隱藏電腦資料的行為，此項規定乃是為了確保電腦資料的真確性和電腦程式的可用性。 (原文請參照《網路犯罪公約》第四條)。
4. 系統干擾（System interference）：此項規定與第四條的「資料干擾」不同，此項規定乃是針對妨礙電腦系統合法使用的行為。根據歐洲理事會的說明，任何電腦資料的傳送，只要其傳送方法足以對他人電腦系統構成「重大不良影響」時，將會被視為「嚴重妨礙」電腦系統合法使用。所以在此原則下，利用電腦系統傳送電腦病毒、蠕蟲、特洛伊木馬程式或濫發垃圾電子郵件，都符合「嚴重妨礙」電腦系統，即構成「系統干擾」的行為。(原文請參照《網路犯罪公約》第五條) 。
5. 設備濫用（Misuse of devices）：包含生產、銷售、發行或以任何方式提供任何從事上述各項網路犯罪的設備。由於進行上述網路犯罪，最簡便的方式便是使用駭客工具，因此間接催生了這些工具的製作與買賣，因此有需要嚴格懲罰這些工具的製作與買賣，從基本上杜絕網路犯罪行為。 (原文請參照《網路犯罪公約》第六條) 。
6. 偽造電腦資料（Computer-related forgery）：包括任何虛偽資料的輸入、更改、刪改、隱藏電腦資料，導致相關資料喪失真確性。目前歐洲理事會各成員國法律，偽造文件都是犯罪行為，需要接受刑事制裁，故此規定只是將無實體存在的電腦資料也納入「偽造文書」的文書範圍。(原文請參照《網路犯罪公約》第七條) 。
7. 電腦詐騙（Computer-related fraud）：包括任何有詐騙意圖的資料輸入、更改、刪除或隱藏任何電腦資料，或干擾電腦系統的正常運作，為個人謀取不法利益而導致他人財產損失，這是需要予以刑事處罰的犯罪行為。 (原文請參照《網路犯罪公約》第八條) 。
8. 兒童色情的犯罪（Offences related to child pornography）：包括一切在電腦系統生產、提供、發行或傳送、取得及持有兒童的色情資料，此項規定是泛指任何利用電腦系統進行的上述兒童色情犯罪行為。(原文請參照《網路犯罪公約》第九條) 。
9. 侵犯著作權及相關權利的行為（Offences related to infringements of copyright and related rights）：此項規定包括數條保障智慧財產權的國際公約列為侵犯著作權的行為，《網路犯罪公約》也規定這些行為必須為故意、大規模進行，並使用電腦系統所達成的。（原文請參照《網路犯罪公約》第十條）。

《網路犯罪公約》為世界上第一個打擊網路犯罪的國際公約，必將對世界多數國家的相應立法產生重要影響，遵循《網路犯罪公約》能建立更廣泛的共同打擊網路犯罪的國際司法合作，對打擊跨國網路犯罪具有重要作用。